# Ratko Cvetnić
Ratko Cvetnić (* 1957 in Zagreb) ist ein kroatischer Autor und Sekretär des kroatischen Badminton-Verbandes.
Kratki izlet – zapisi iz domovinskog rata ist sein einziges literarisches Werk. Es ist ein essayistisches Kriegstagebuch, das er von August 1992 bis Juli 1993 schrieb. Zu dieser Zeit war er an der Front in Dubrovnik. Das Werk erschien 1997 im Ceres Verlag. Es handelt sowohl von seinen Erlebnissen an der Front, von Kindheitserinnerungen, als auch von lustigen Anekdoten seiner Kameraden. Allerdings ist es auch Zeugnis seiner Enttäuschung bezogen auf den Krieg. In Kroatien ist es ein viel beachtetes dokumentarisches Werk. Es ist als deutsche Übersetzung erschienen: Ein kurzer Ausflug – Aufzeichnungen aus dem Krieg in Kroatien von Marko Žarić.